# Petr Janda
Petr Janda (Čáslav, 5 gennaio 1987) è un allenatore di calcio e calciatore ceco, di ruolo centrocampista.

## Biografia
È sposato con Lenka dalla quale nel 2019 ha avuto un figlio Jakub.

## Caratteristiche tecniche
Ala destra, può essere schierato come trequartista o come interno di centrocampo.

## Carriera

### Club
Ha iniziato a giocare a calcio nella sua città natia al Zenit Čáslav, nel 2004 passa alla Slavia Praga dove gioca fino al 2011, vincendo due campionati e debuttando anche in UEFA Champions League. Nel gennaio firma un contratto di tre anni e mezzo con la squadra turca dell'Antalyaspor. Tuttavia, a causa di un infortunio l'esperienza con i biancorossi risulta negativa, perciò all'inizio del 2014 si trasferisce a titolo temporaneo di Denizlispor.
Tornato all'Antalyaspor, rimane svincolato. Bell'agosto 2015 si trasferisce al Boluspor; mentre nel luglio 2016 si trasferisce al Sokol Čížová. L'esperienza con il club si conclude nel 2019, quando a seguito della morte del proprietario Čížov Vladimír Vávra, la squadra si è sciolta.
Nel febbraio 2020 si aggrega al TJ Blatná, mettendo segno una doppietta al debutto. Pochi mesi dopo lascia il club per aggregarsi al Protivín con cui disputa il campionato regionale.

### Allenatore
Ritiratosi dal calcio professionistico, il 1º agosto 2019 diventa allenatore dell'Under-12 del Písek; mentre l'anno seguente viene promosso come allenatore dell'under-13.